# Parcul Alexandru Ioan Cuza

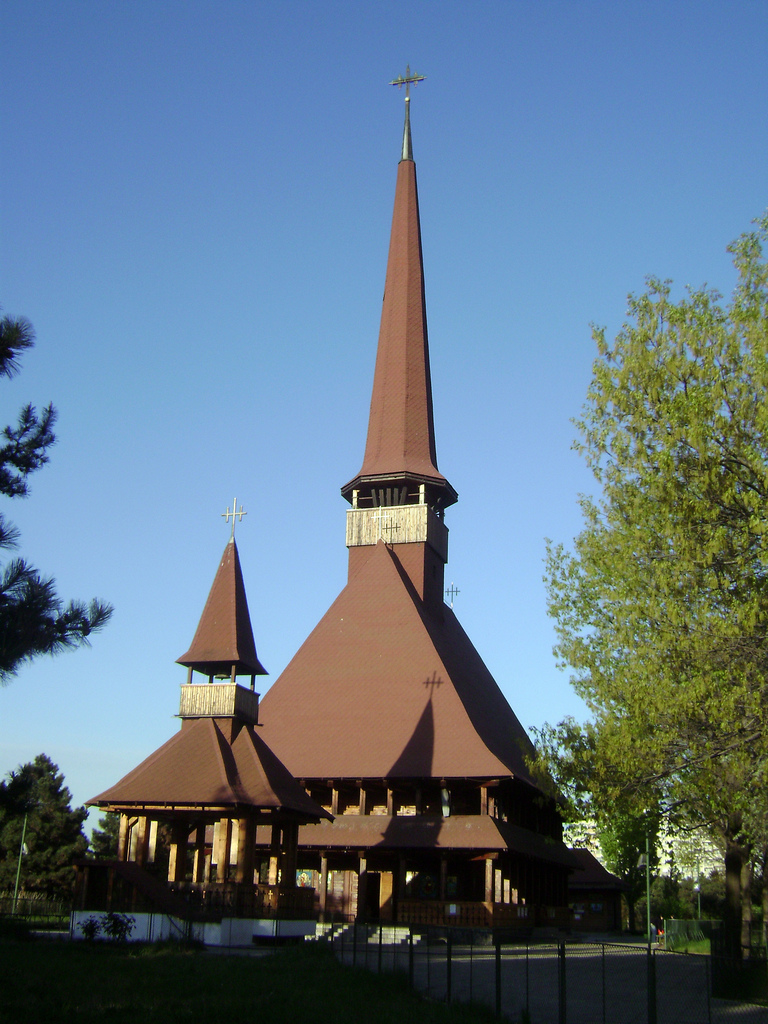
Biserica din parcul Titan

Parcul Alexandru Ioan Cuza (cunoscut și ca Parcul Titan sau Parcul IOR) este un parc din București, din Sectorul 3, și se întinde pe o suprafață de aproximativ 85 de hectare. Amenajarea parcului a început în 1965 și s-a finalizat în 1970, servind ca un important spațiu de recreere și verde pentru locuitorii orașului
.
Acronimul unuia dintre numele alternative ale parcului, IOR, provine de la numele fabricii Întreprinderea Optică Română, aflată în vecinătate.

## Amplasare
Parcul IOR actualmente Parcul Alexandru Ioan Cuza este situat în partea central-estică a Bucureștiului, în sectorul 3, în perimetrul delimitat de străzile Camil Ressu, Liviu Rebreanu, Câmpia Libertății, Constantin Brâncuși, Baba Novac și Nicolae Grigorescu. Este locul de recreere pentru locuitorii cartierelor Titan, Dristor.
Cu o suprafață de aproximativ 85 Ha, este unul dintre cele mai mari parcuri din București. Amenajarea parcului a început în 1965 și s-a terminat cinci ani mai târziu. Înainte de amenajare, secțiunea dinspre str. Baba Novac purta denumirea de "Reconstrucții", iar sectorul dinspre Bd.Camil Ressu (fost Ion Șulea) se chema "Flax".
În acest parc se află Biserica "Pogorârea Sfântului Duh" construită din lemn în stil maramureșan între anii 1994-1996.

## Lac
În parc se află Lacul Titan, un lac de origine naturală despărțit de podul Liviu Rebreanu în două segmente, numite Lacul Titan 1 și Lacul Titan 2. Pe lac există cinci insule, numite „Insula Pensionarilor”, „Insula Artelor”, „Insula Câinilor”, „Insula Pescarilor” și „Insula Rațelor”. 

## Istorie și Controverse

### Crearea Parcului (1965-1970)
- Întreaga suprafață a Parcului Alexandru Ioan Cuza (cunoscut anterior sub numele de Parcul IOR) a fost amenajată între 1965 și 1970, ca parte a unei inițiative de planificare urbană pentru crearea unui mare spațiu verde pentru locuitorii Sectorului 3 din București. Parcul a fost conceput în jurul Lacului Titan și a devenit una dintre cele mai importante zone de recreere din oraș.

### Retrocedareacontroversată a terenului și distrugerea mediului
- În 2005, o porțiune de 12 hectare din parc a fost retrocedată în mod controversat către proprietari privați, iar de atunci au avut loc multiple conflicte legale. Din 2019, zona a suferit defrișări ilegale, incendii și otrăvirea arborilor, iar situația s-a înrăutățit în urma morții proprietarului în 2024. Autoritățile analizează exproprierea terenului, în timp ce comunitatea locală militează pentru protejarea spațiilor verzi rămase.  Această decizie a fost larg criticată, deoarece terenul făcea inițial parte din parcul public și nu a fost destinat privatizării.  Pentru mai multe detalii, consultați articolul complet Greennews.ro aici.
- Din 2019, această zonă retrocedată a suferit numeroase incendii, defrișări ilegale și otrăvirea arborilor, presupus pentru a degrada terenul și a justifica dezvoltarea viitoare. Investigațiile au arătat că mai multe incendii au fost provocate, iar activiștii locali pentru protecția mediului au ridicat în mod repetat îngrijorări cu privire la distrugerea spațiilor verzi.  Aceste acțiuni au dus la degradarea semnificativă a spațiului verde din parc. (Aici Ar Putea Fi O Pădure)

### Evoluții Recente
- Între începutul anului 2022 și sfârșitul lunii august 2023, au avut loc 15 incendii în zona retrocedată de aproximativ 12 hectare din Parcul Alexandru Ioan Cuza, rezultând în arderea a peste 2 hectare de spațiu verde. În 11 dintre aceste cazuri, cauza probabilă a fost identificată ca fiind țigările aruncate, în timp ce două incendii au fost stabilite ca fiind provocate intenționat. Restul incidentelor au fost atribuite flăcărilor deschise care au scăpat de sub control.
- În septembrie 2024, doi indivizi au fost investigați pentru tăierea ilegală a 50 de arbori uscați și arși din această zonă retrocedată. Autoritățile locale au deschis o anchetă pentru distrugere și deteriorarea mediului, subliniind necesitatea protecției mai stricte a spațiilor verzi urbane. (B365.ro)
- Conform ISU București-Ilfov, au avut loc 10 incendii în zona retrocedată a Parcului Alexandru Ioan Cuza între ianuarie și sfârșitul lunii august 2024. Cel puțin două dintre aceste incendii au fost provocate intenționat, ridicând îngrijorări cu privire la posibile acte de incendiere voluntară.

Acest lucru se adaugă la numeroasele incendii înregistrate în anii anteriori, contribuind la degradarea continuă a parcului. Grupurile de mediu și locuitorii locali continuă să solicite intervenția urgentă a autorităților pentru a proteja și restaura spațiul verde afectat. (Buletin de București)
- Pe lângă incendiile în curs, au fost raportate defrișări ilegale și distrugerea deliberată a parcului, stârnind indignarea comunității locale. Zona a fost sever afectată de aceste acțiuni, precum și de lipsa unei protecții eficiente pentru spațiile verzi ale parcului. Conform unui articol recent din Libertatea, a avut loc o distrugere masivă în parc, cu daune semnificative aduse arborilor și habitatelor naturale. Locuitorii locali și activiștii au protestat energic împotriva daunelor în curs, cerând măsuri legale urgente pentru protejarea acestui important spațiu verde din București. (Libertatea)

### Acțiuni ale Comunității și Eforturi de Conservare pentru Protejarea Parcului
- Comunitatea locală și diverse organizații non-guvernamentale au lansat multiple inițiative pentru protejarea și conservarea parcului, luând măsuri pentru a proteja și păstra parcul, solicitând autorităților să implementeze măsuri concrete pentru a preveni distrugerea sa continuă.

Activistii continuă să pună presiune asupra autorităților pentru a revendica terenul retrocedat ilegal și a-l restabili ca spațiu verde public protejat.
Pentru cele mai recente actualizări și eforturi ale comunității, vizitați pagina de Facebook a Grupului de Inițiativă Civică IOR - Titan.

## Galerie imagini

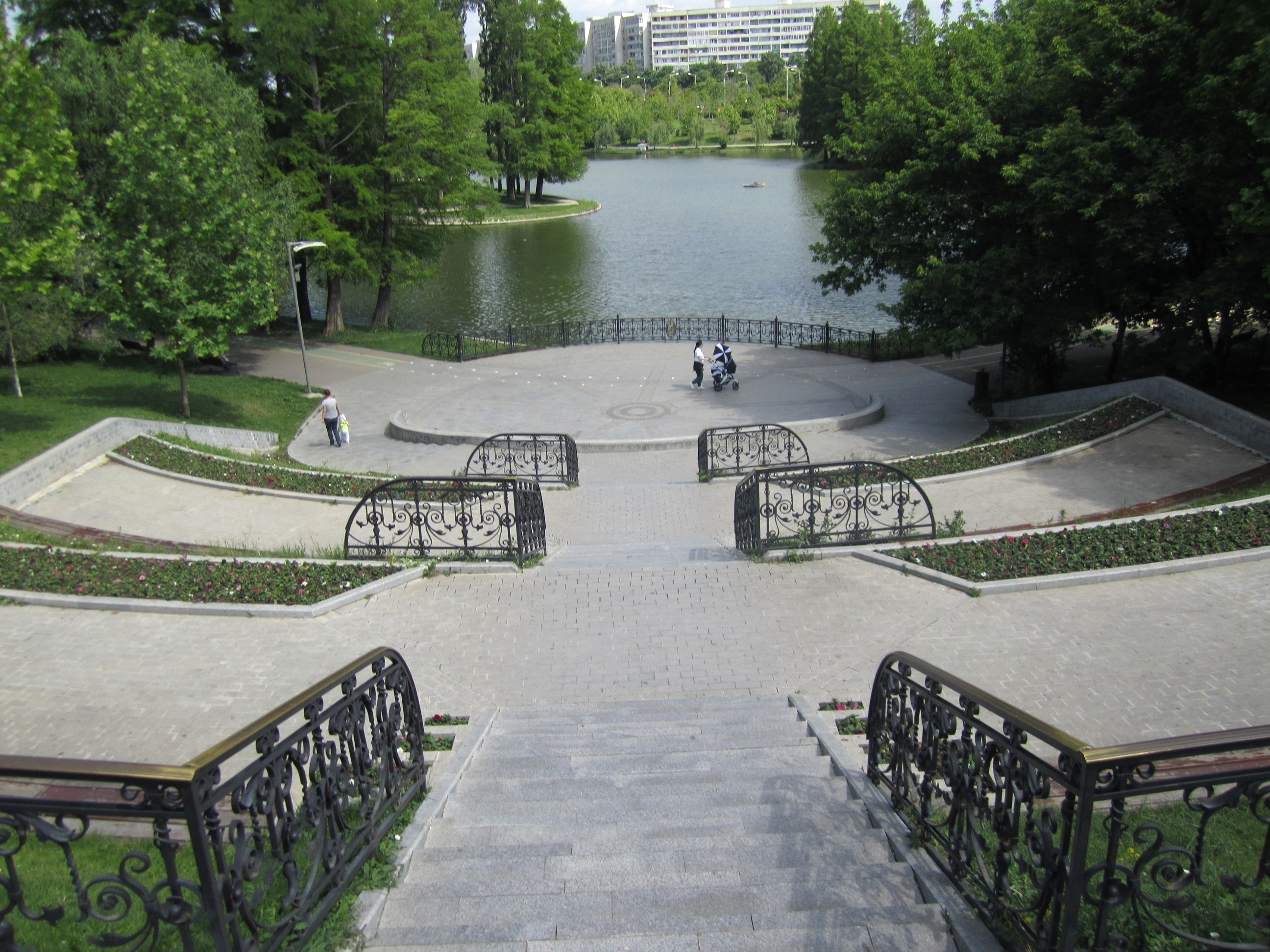
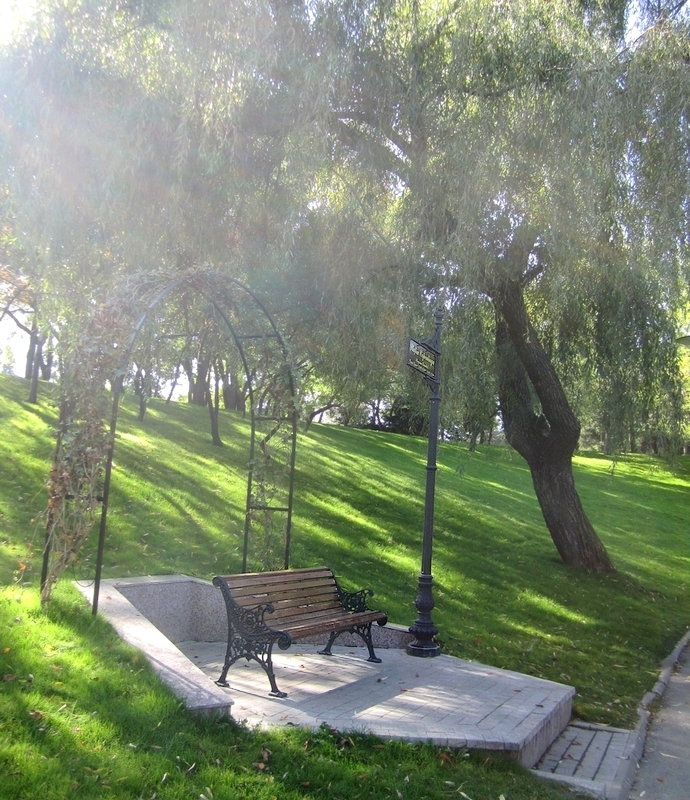
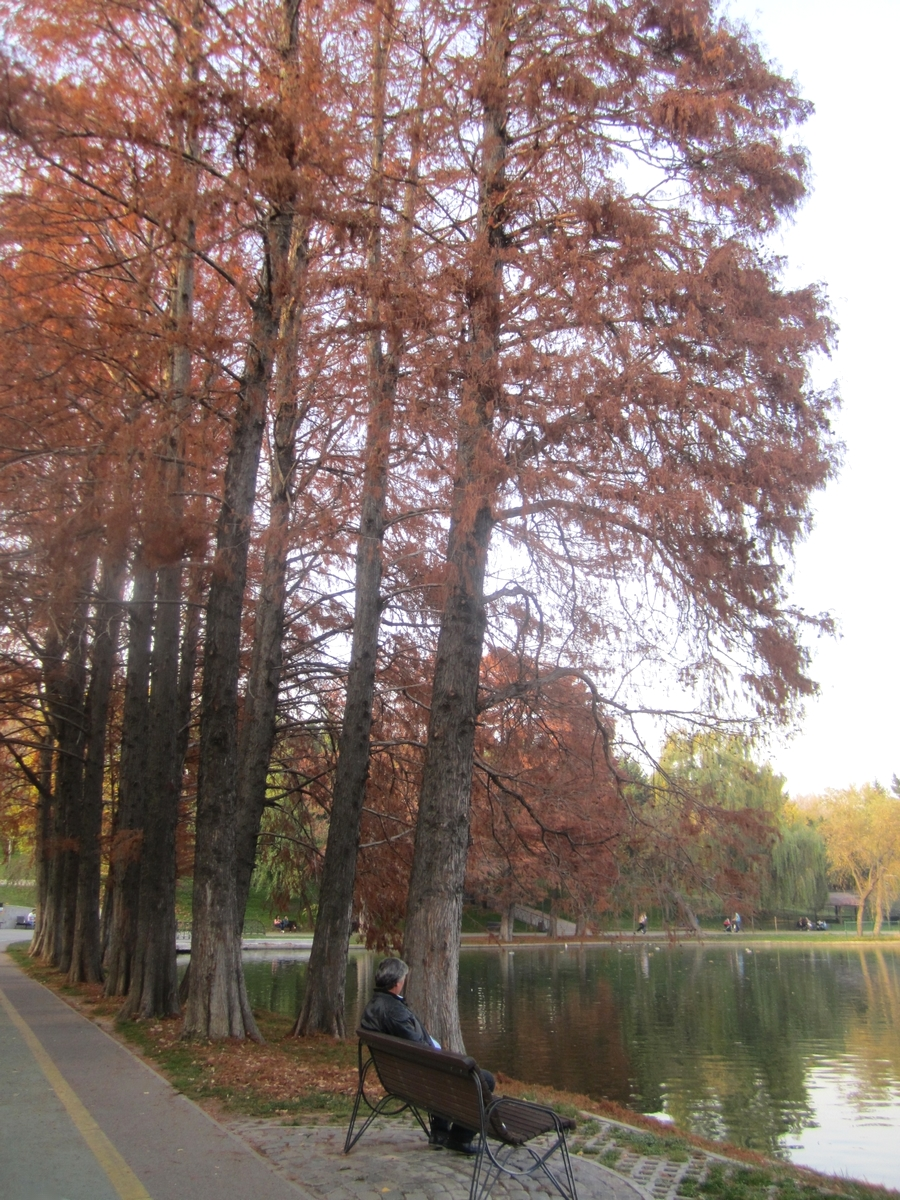
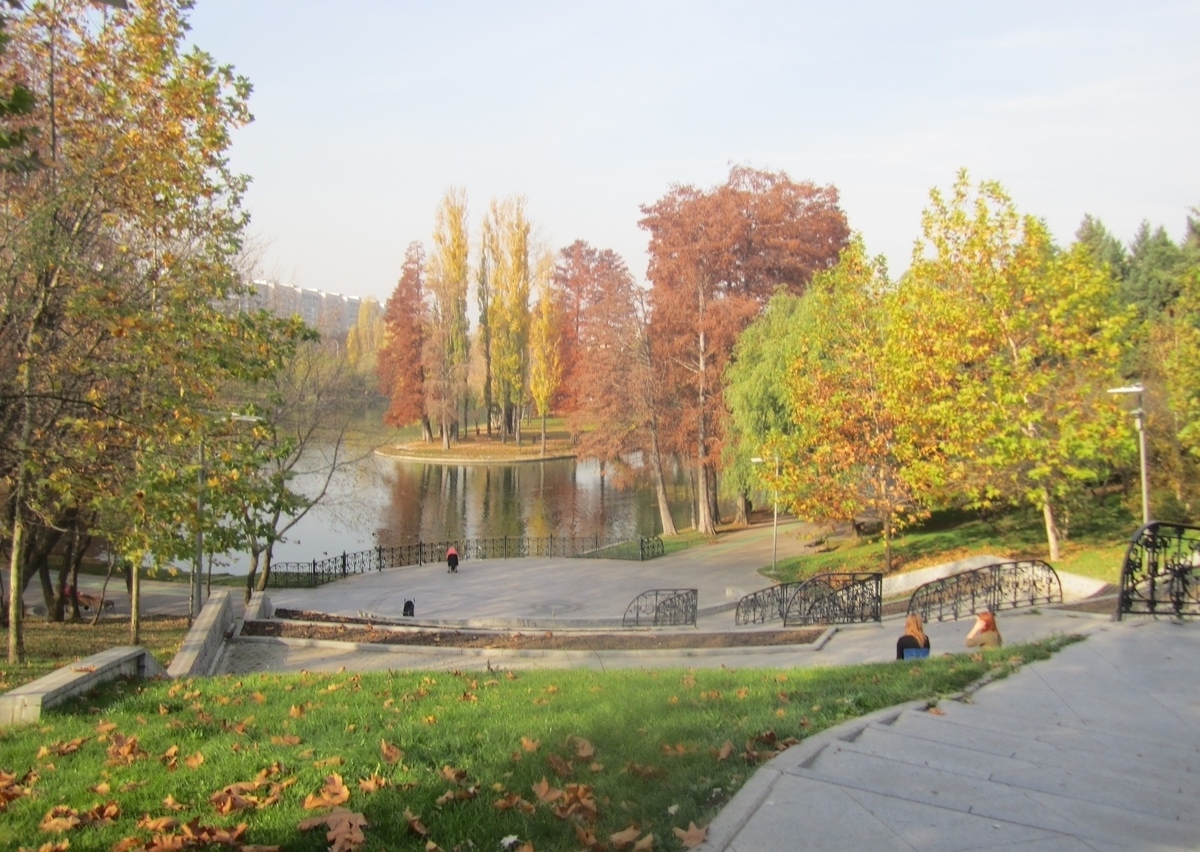
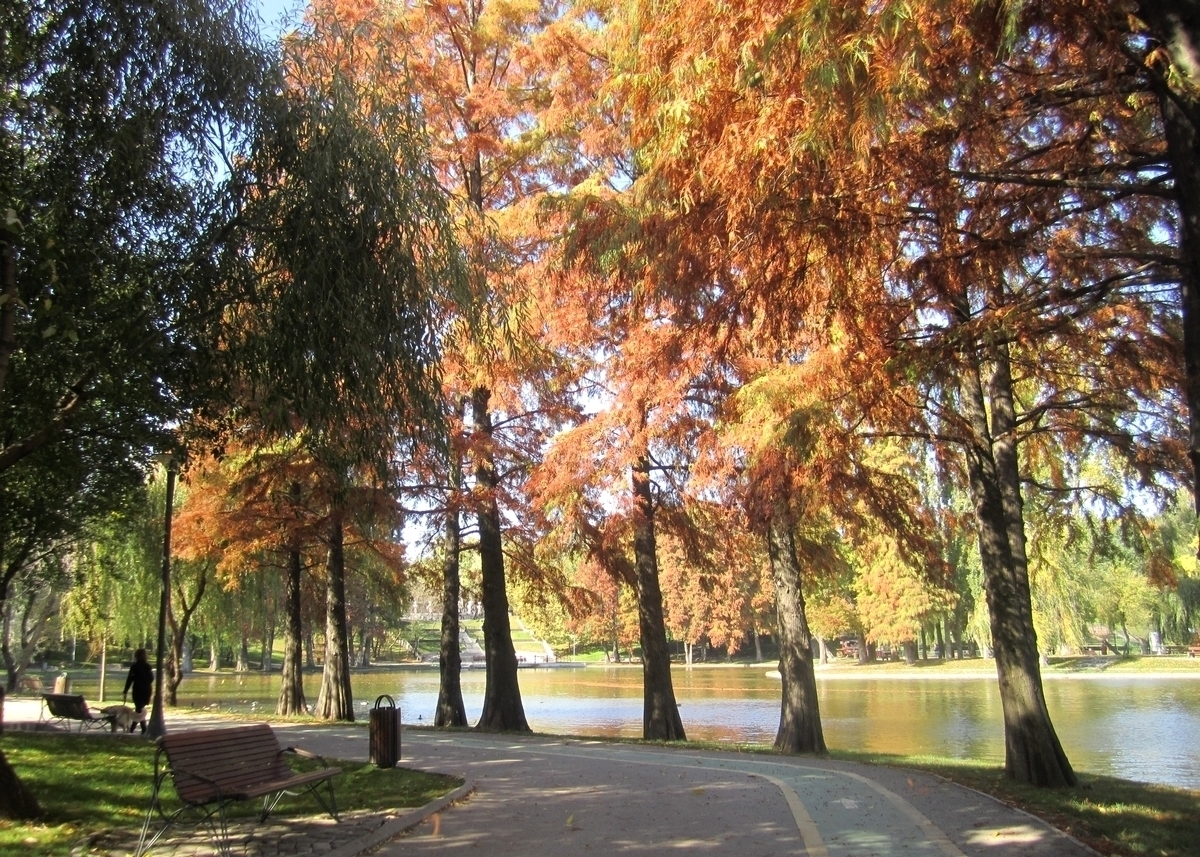
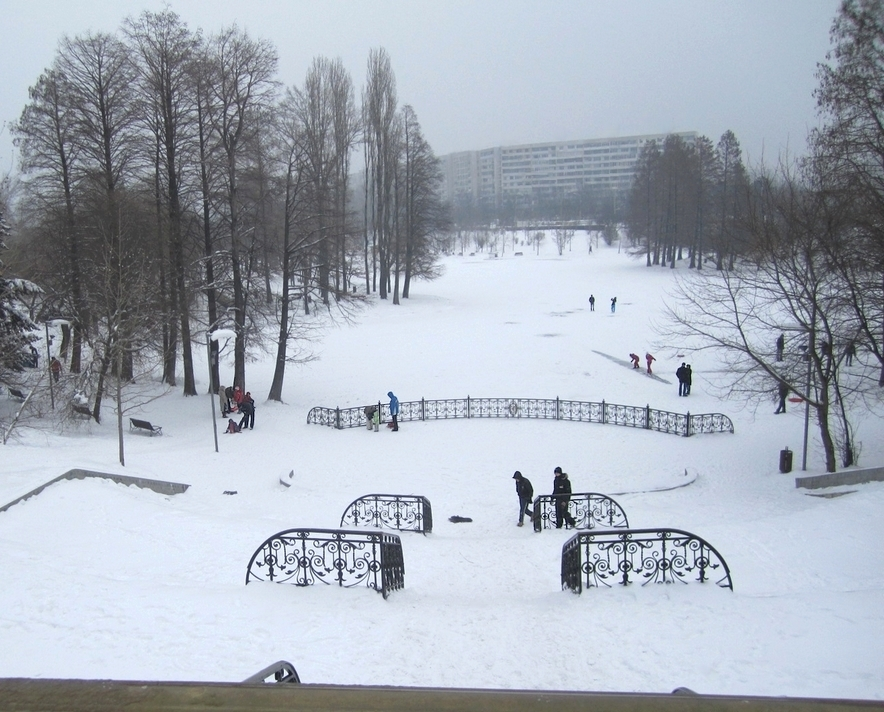
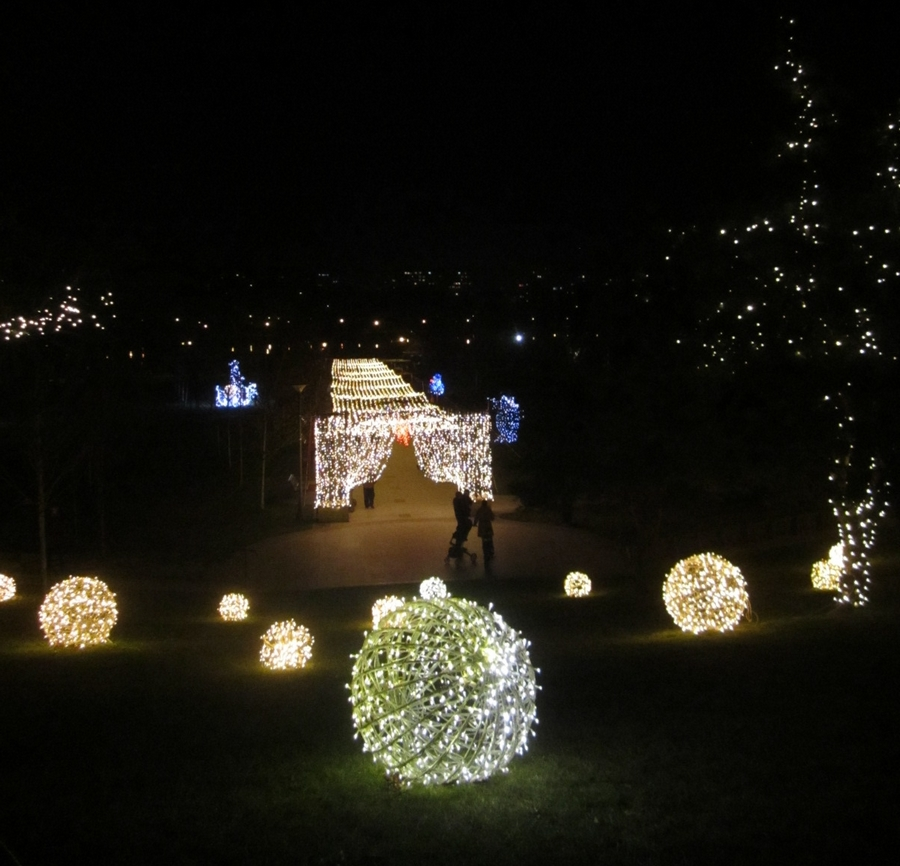
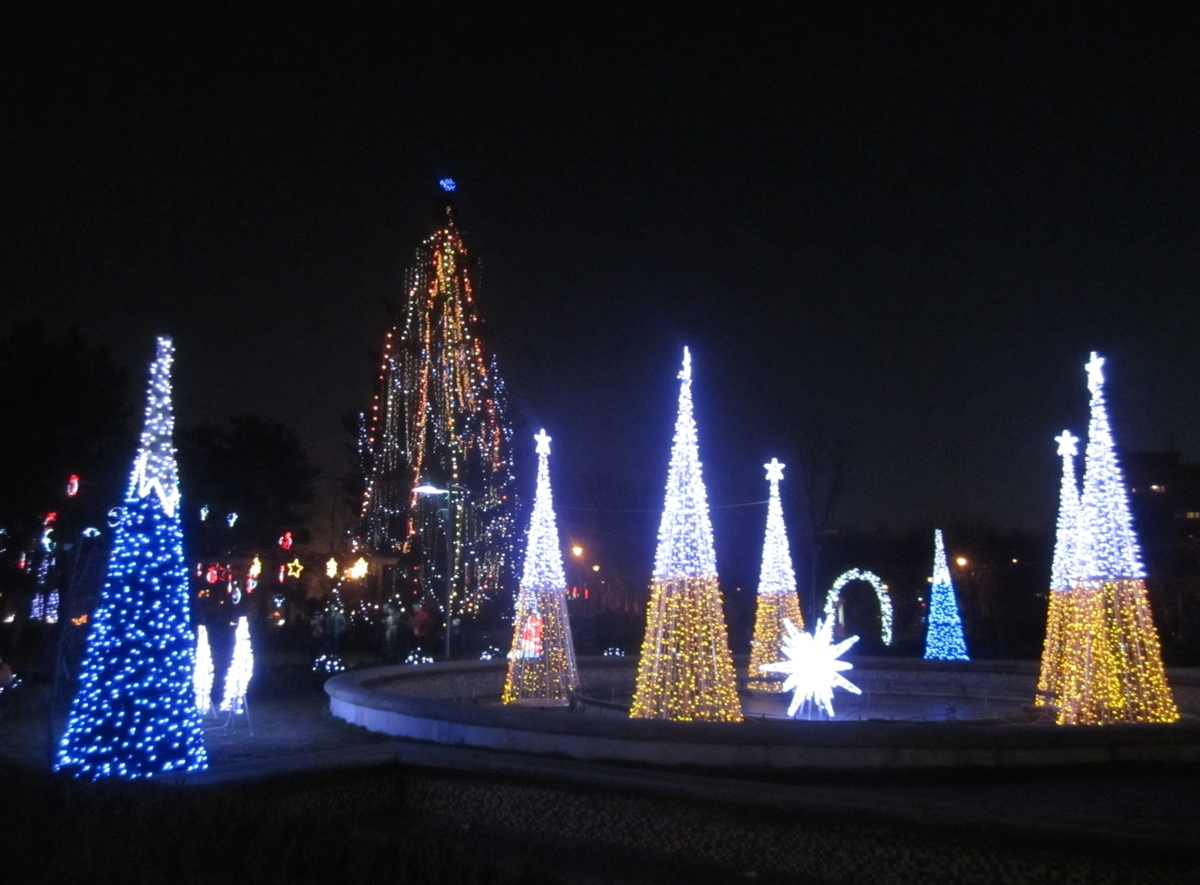
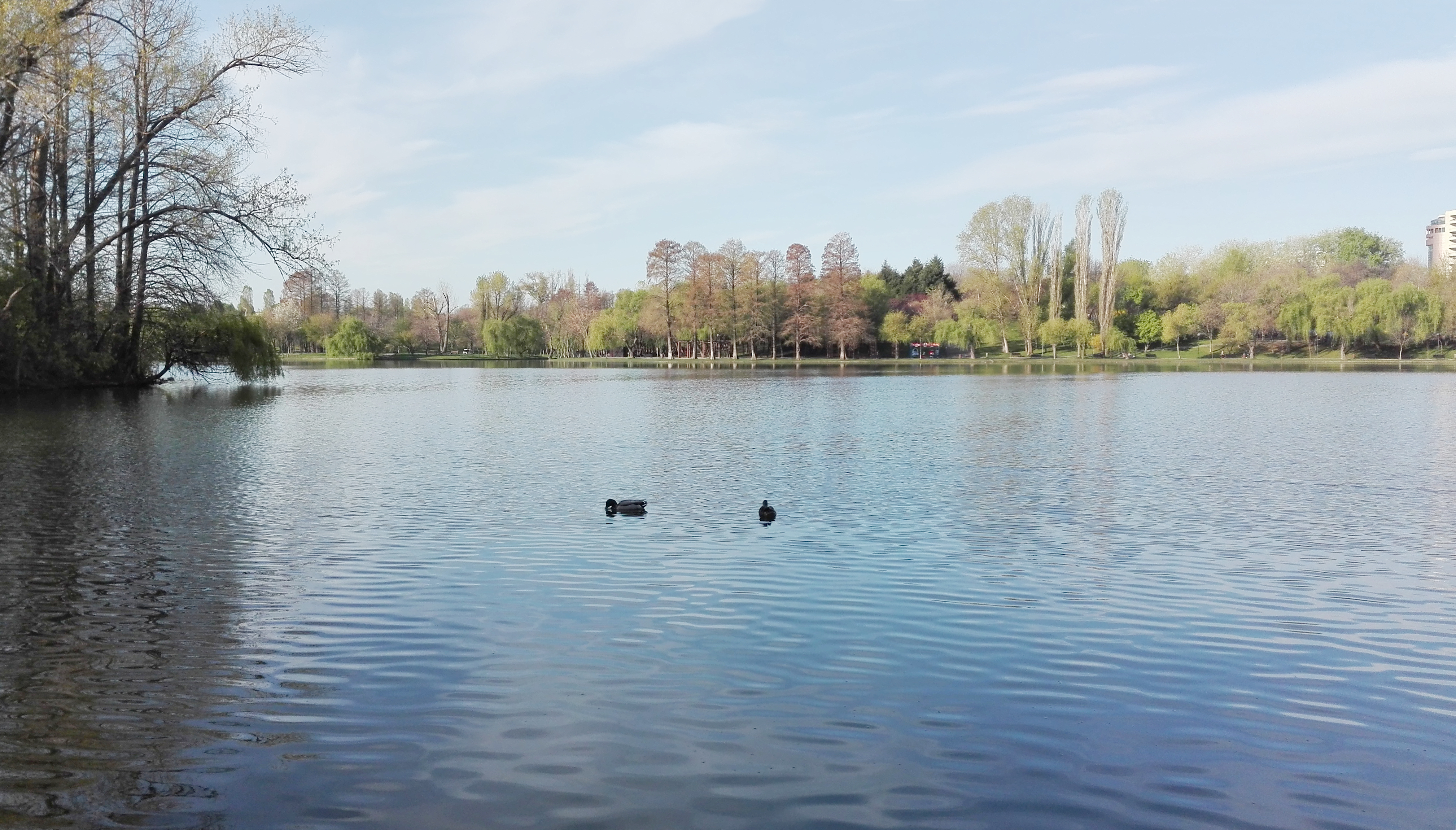